# Museum Erotica
Museum Erotica fue un museo de Copenhague centrado en la historia cultural de la erótica humana. 

## Historia
El museo, fundado por Ole Ege y Kim Riisfeldt-Clausen, abrió sus puertas en 1992 en el número 31 de la calle Vesterbrogade. El 14 de mayo de 1994 fue reinaugurado en una nueva ubicación, el 24 de la calle Kømagergade, donde la exposición abarcó tres pisos (1000 m2) en una mansión catalogada con pinturas de techo únicas creadas en 1880-84 por Otto Schondel. 
La colección del museo dio una idea de la historia del erotismo a través de exposiciones sobre el sexo en la Antigüedad clásica, los inicios de la pornografía en Dinamarca, literatura, fotos, postales, películas y muchos otros elementos del mundo del erotismo. 
En 2008, la actriz Hanne Stensgaard se convirtió en directora del museo después de trabajar como guía turístico durante varios años.
El museo, que era de propiedad privada y nunca recibió fondos públicos, se vio gravemente afectado por la crisis financiera de 2008 y cerró el 2 de marzo de 2009. El Comité de Cultura y Ocio había rechazado una solicitud para subvenciones de funcionamiento al museo.